# Elymnias brunnescens
Elymnias brunnescens är en fjärilsart som beskrevs av Hans Fruhstorfer 1911. Elymnias brunnescens ingår i släktet Elymnias och familjen praktfjärilar. Inga underarter finns listade i Catalogue of Life.